# 極楽
極楽（ごくらく、梵: sukhāvatī、スカーヴァティー、蔵: bde ba can、デワチェン）とは、大乗仏教の教義において阿弥陀仏の浄土であり、「スカーヴァティー」とは「幸福のある（ところ）」の意味。須呵摩提、蘇珂嚩帝などと音写され、安楽、極楽、妙楽などと訳出された。『大阿弥陀経』では須摩提、『平等覚経』では須摩提、須阿提と音写されるが、これらはサンスクリット形ではなく俗語形とされる。「極楽浄土」とも言われる。

## 概略
浄土教系諸宗派では、阿弥陀如来は自らの名を称える者（「南無阿弥陀仏」と称名念仏をする者）を必ず極楽浄土に迎え入れるという誓いを立てたとし、阿弥陀如来への帰依で浄土に往生し輪廻から解脱できると説く。
「天界」と「仏界の浄土」はしばしば混同されるが、仏教の教義上別の世界で仏界（浄土）の方が天界より上位に位置する。浄土教系諸宗派の教義によれば、六道輪廻で生まれ変わることのできる最上位の天人（天の人々）は清浄であるが不老不死ではなく寿命を迎えれば六道のいずれかに転生するのに対して、阿弥陀如来の教化する極楽浄土に往生した者は永遠の生命と至福が得られるという。『往生要集』では現世の人間より遥かに楽欲を受ける天人でも最後は天人五衰の苦悩を免れないと説いて、速やかに阿弥陀如来に帰依して六道輪廻から解脱し浄土に往生すべきと力説している。
上座部仏教の側からは、釈迦は現世を一切皆苦とし、欲や執着を絶って輪廻から解脱して二度と生まれ変わることなく涅槃に至る状態（「灰身滅智」の状態、または肉体のない不可知的な状態）を至高としたのであって、来世救済（浄土への往生）は説いていないと解釈している（大乗非仏説）。上座部仏教の教義では釈迦在世中のバラモン教の教義に起源をもつ「天界」の存在は想定するが、それよりも上位に位置する浄土の存在は想定しない。

## 極楽の住人
阿弥陀如来が法蔵菩薩であった時に立てた四十八願の一つである三十五願「女人往生願」により、女性が極楽浄土に生まれかわると男性となるとされている。ただし天女（アプサラス）はいる。『法華経』サンスクリット本の観世音菩薩普門品によると、極楽浄土では性交が行われない代わりに、蓮華の胎に子供が宿って誕生するという。

## 解釈の違い

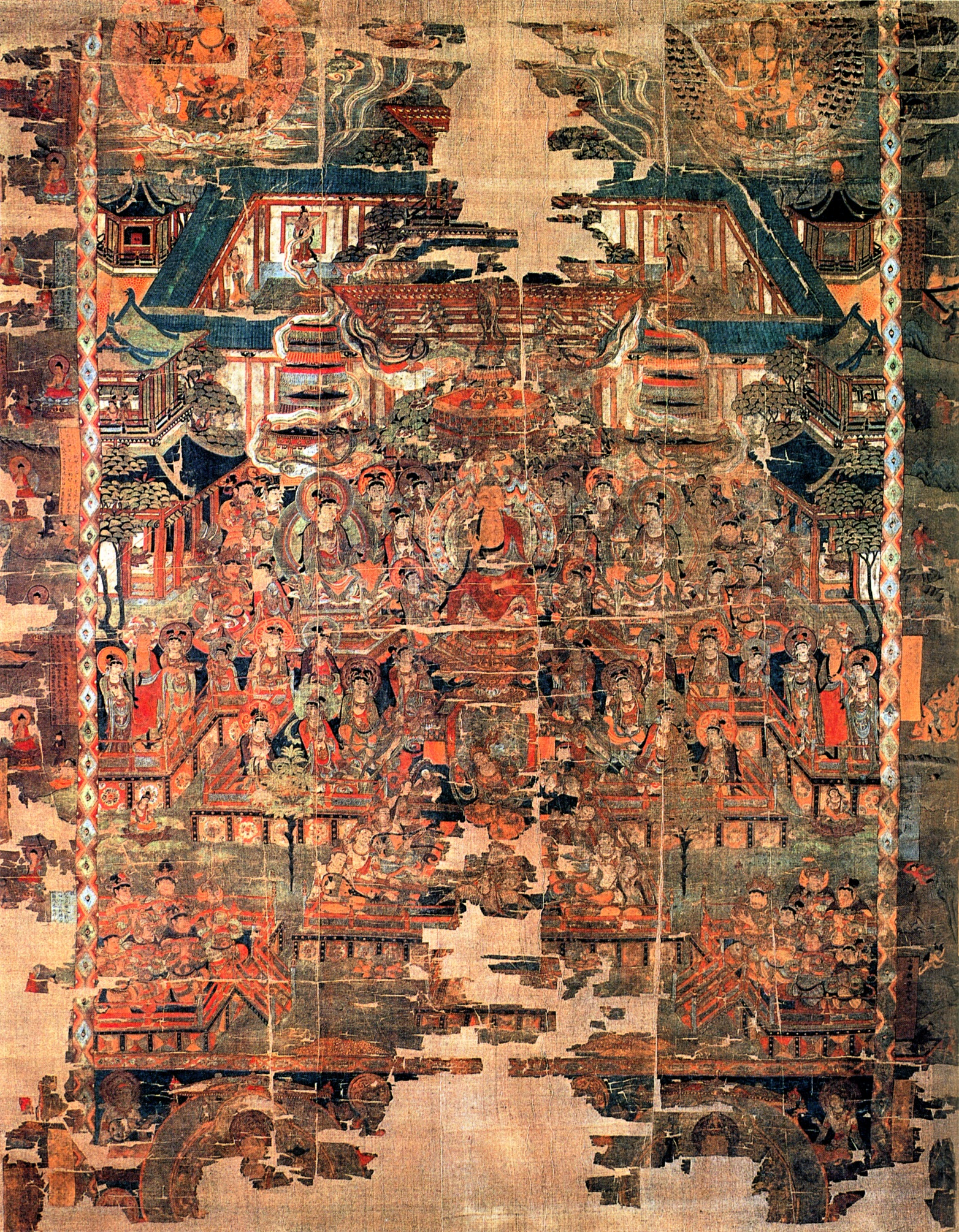
極楽を描いた場面。『薬師浄土変相図』（唐代）

### 親鸞の解釈
親鸞は『唯信砂文意』に「極楽無為涅槃界」を下記のように釈している。
| 「 | 「極楽」と申すはかの安楽浄土なり、よろづのたのしみつねにして、くるしみまじはらざるなり。かのくにをば安養といへり、曇鸞和尚は、「ほめたてまつりて安養と申す」とこそのたまへり。また『論』（浄土論）には「蓮華蔵世界」ともいへり、「無為」ともいへり。「涅槃界」といふは無明のまどひをひるがへして、無上涅槃のさとりをひらくなり。「界」はさかひといふ、さとりをひらくさかひなり。 | 」 |

つまり極楽とは、苦しみのまじらない身心共に楽な世界ということであり、悟りを開く境涯である。

## 日本文化における極楽
『阿弥陀経』には「其の国の衆生、衆苦有ること無く、但だ諸楽を受くるが故に極楽と名づく」という。このように語られているところから、日本人は、思いが適えられる結構な世界と考えてきた。平安時代の貴族たちは、さまざまな工夫を凝らして、死後に「極楽」に生まれることを願ってきた。